# Nosophora panaresalis
Nosophora panaresalis là một loài bướm đêm trong họ Crambidae.